# Mon ami Grompf
Mon ami Grompf est une série de bande dessinée créée par Nob.
Il a aussi eu son dessin animé produit par Toon Factory, qui a été diffusé en 2011 sur France 3.

## Synopsis
C'est l'histoire d'un petit garçon qui se sent très seul chez lui. Pour remédier à ceci, son père lui offre un animal de compagnie. Il tombe nez à nez avec un petit singe dans une boîte ; le vendeur explique que c'est un singe nain tibétain mais en fait, c'est un yéti. L'animal prend de la place dans la famille qui vit au rythme des gaffes du gros poilu et du petit maître.

## Albums
- Tome 1 : Yéti de Compagnie (2006) : Devenus inséparables, Arthur et son ami Grompf ne se quittent plus. Bien sûr, lorsqu'arrive la rentrée des classes, l'énorme singe fait sensation dans la cour de récréation…
- Tome 2 : Gare au gorille (2007) : Un yéti, qu'est-ce que ça fait ? Ça mange, et ça enchaîne les gags. Les parents d'Arthur, le petit maître, ne sont pas près de s'ennuyer !
- Tome 3 : Cœur de géant (2007)
- Tome 4 : Un copain au poil (2008)
- Tome 5 : Soutien de famille (2009)
- Tome 6 : King Kong Foufou (2010)
- Tome 7 : Yéti gaga (2011)
- Tome 8 : Classe sauvage (2012)
- Tome 9 : Monster cool (2014)
- Tome 10 : Un amour de yéti (2015)

### Éditeurs
- Glénat (Collection Tchô !) : Tomes 1 à 8

## Série d'animation
Un dessin animé en 52 épisodes de 13 minutes a été produit par Toon Factory et diffusée en France à partir du 18 juin 2011 sur France 3 dans Ludo et sur Disney Channel et Disney Junior, et au Québec à partir du 7 avril 2012 à Télé-Québec.

### Distribution
- Fanny Bloc : Arthur Lepetit
- Benoît Allemane : Grompf / voix additionnelles
- Nathalie Bienaimé : Luna / voix additionnelles
- Emmanuel Fouquet : Jean-Édouard (Ji-Ed)
- Martial Le Minoux : Aku, le moine tibétain / Raoul, l'ami de Ji-Ed / le policier / voix additionnelles
- Yann Pichon : François Lepetit, le papa d'Arthur
- Naïké Fauveau : Isabelle Lepetit, la maman d'Arthur
- Olivia Dutron : la grand-mère paternelle d'Arthur
- Jennifer Fauveau : Nathalie

 Source et légende : version française (VF) sur RS Doublage et crédits du générique de fin.
- Version originale
  - Direction artistique : Emmanuel Fouquet
  - Studio d'enregistrement : Tabb Studios
  - Adaptation : Emmanuel Fouquet et Philippe Girard